# Arnljot Eggen
Arnljot Eggen (ur. 13 sierpnia 1923 w Tolga, zm. 4 lutego 2009 w Oslo) – norweski poeta, dramaturg, tłumacz, autor literatury dziecięcej i młodzieżowej, działacz komunistyczny.
Debiutował w 1951 r. zbiorem wierszy Eld og is. W 1982 r. za książkę dla dzieci Den lange streiken (wydaną 1981) otrzymał Nagrodę Literacką Krytyków Norweskich. Tworzył w obydwu odmianach literackiego języka norweskiego tj. w bokmålu i nynorsku. Przekładał na nie również wiersze poetów rosyjskich, afrykańskich, niemieckich, czeskich i polskich m.in. utwory Konstantego Ildefonsa Gałczyńskiego, Adama Ważyka, Zbigniewa Herberta, Tadeusza Różewicza i Wisławy Szymborskiej (Polsk etterskrigslyrikk: Den sjuande engelen, 1967).
Od lat 70. XX w. związany był z norweską Komunistyczną Partią Robotniczą, co znalazło odzwierciedlenie w jego twórczości literackiej i współpracy z partyjną gazetą Klassekampen.
Jego bratankiem był pisarz i krytyk literacki Eystein Eggen.